# Драгер (муніципалітет)
Драгер (дан. Dragør) — муніципалітет у регіоні Столичний регіон королівства Данія. Площа — 18.3 квадратних кілометрів. Адміністративний центр муніципалітету — місто Драгер та Сторе Маглебю.

## Населення
У 2012 році населення муніципалітету становило 13 692 особи.